# Fuggereimuseum

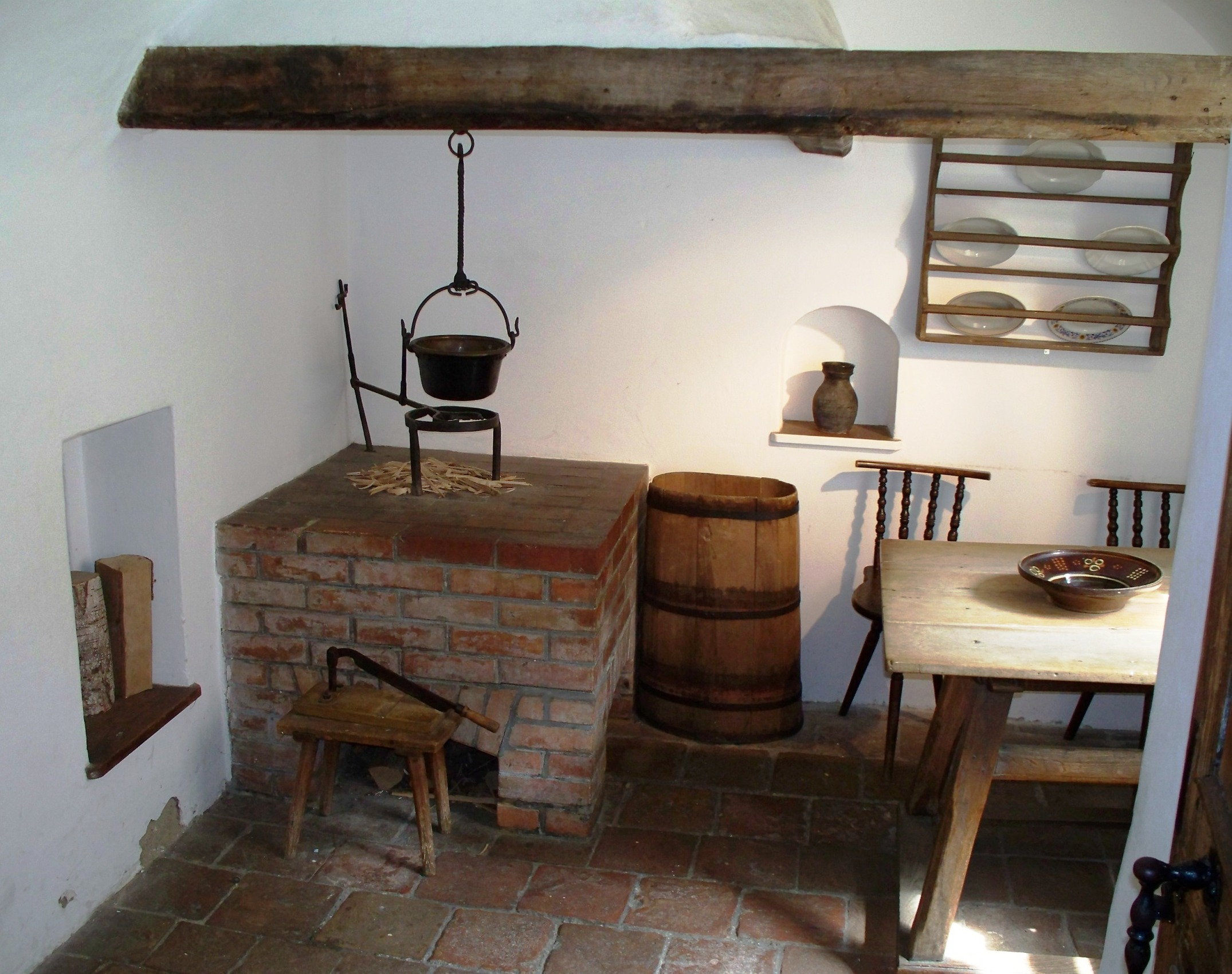
Historische keuken in het Fuggereimuseum (Huis: Mittelgasse 13)

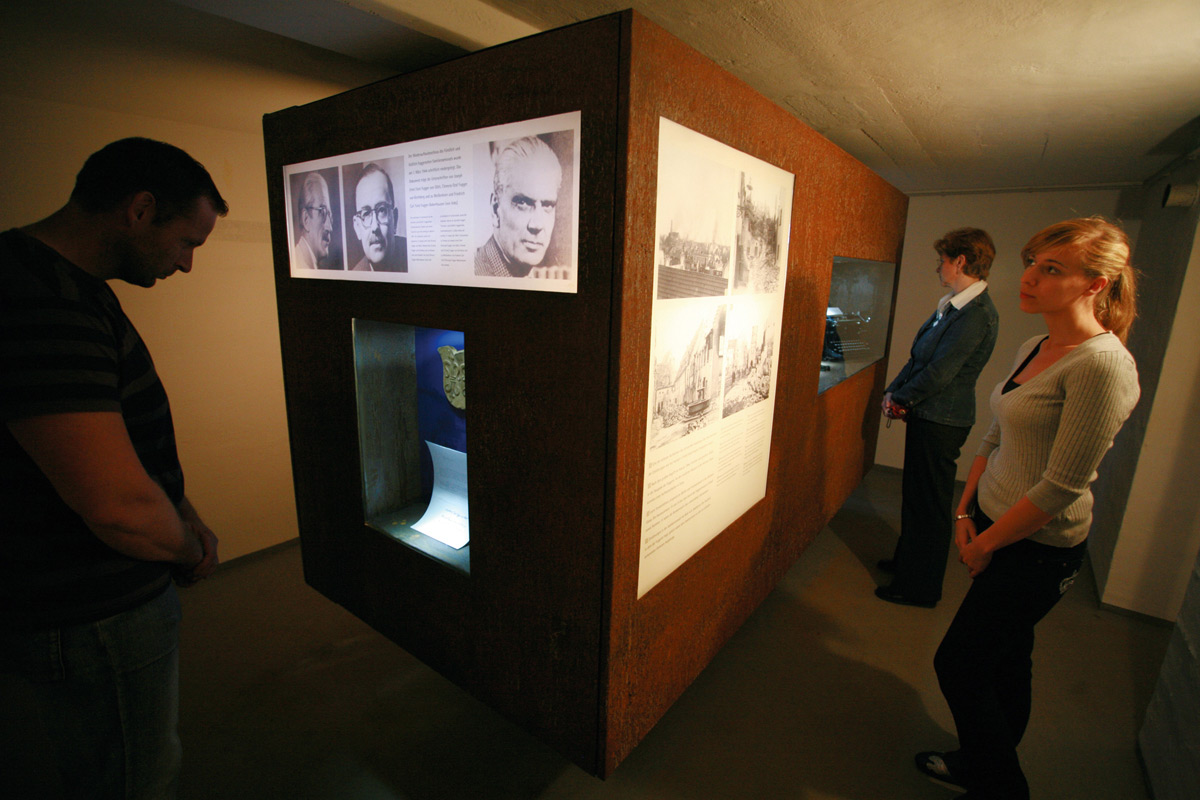
De schuilkelder uit de Tweede Wereldoorlog maakt sinds 2008 deel uit van het Fuggereimuseum.

Het Fuggereimuseum is een historisch/etnografisch museum in de Fuggerei te Augsburg.

## Geschiedenis
Het Fuggereimuseum is een historisch museum over de geschiedenis van de Fuggerei in Augsburg. Het museum werd gesticht in 1957 en uitgebreid tussen 2006 en 2008 en bevindt zich aan de Mittelgasse 13 en 14 in deze sociale wijk. Naast een permanente tentoonstelling herbergt het een historische museumwoning, dat het leven in de Fuggerei laat zien in de vroege 19e eeuw, naastgelegen is een museumwoning uit de tegenwoordige tijd. Het museum is sinds 2008 verbonden met een schuilkelder uit de Tweede Wereldoorlog. De toegang tot het museum is bij het entreekaartje voor de Fuggerei inbegrepen. Het museum is dagelijks geopend, maar de openingstijden wisselen, tijdens het toeristisch hoog- en laagseizoen.

## Opzet van het museum
Het museum toont via stijlkamers in het laatste gebouw dat gedecoreerd is in een laat-18e-eeuws, begin-19e-eeuws interieur met onder andere een historische slaapkamer en keuken. De naastgelegen museumwoning toont het tegenwoordige interieur. Het museum is in 2006 aanzienlijk uitgebreid met een historisch overzicht van de Fuggerei, haar bewoners, de architectuur/plattegronden van het sociale volkshuisvestingscomplex (opzet van de wijk), bouwtekeningen en de familie Fugger, naar aanleiding van diverse exposities. In 2008 werd dit museum verbonden en uitgebreid met een schuilkelder uit de Tweede Wereldoorlog. In deze schuilkelder wordt via diverse tentoonstellingen de geschiedenis van de kelder, het Bombardement van Augsburg in 1944, de wederopbouwjaren en de uitbreiding van de Fuggerei in 1973 gedocumenteerd.